# Assise d'Aye
L'Assise d'Aye est une formation géologique formée lors du Famennien moyen. Elle est caractérisée par un conodonte Palmatolepis rhomboidea.
Elle se rencontre dans la partie sud du Synclinal de Dinant. Le stratotype est situé dans la zone de Houyet et Aye en Belgique.
L'assise d'Aye est formée de shales vertes avec des lits intercalés de grès verts et de grès lenticulaires. Cette structure contrariée traduit une formation sous-marine proche du littoral, influencée par les vagues.